# Phaea hogei
Phaea hogei är en skalbaggsart som beskrevs av Bates 1881. Phaea hogei ingår i släktet Phaea och familjen långhorningar.
Artens utbredningsområde är:
- Costa Rica.
- Honduras.
- Panama.

Inga underarter finns listade i Catalogue of Life.